# Posnânia

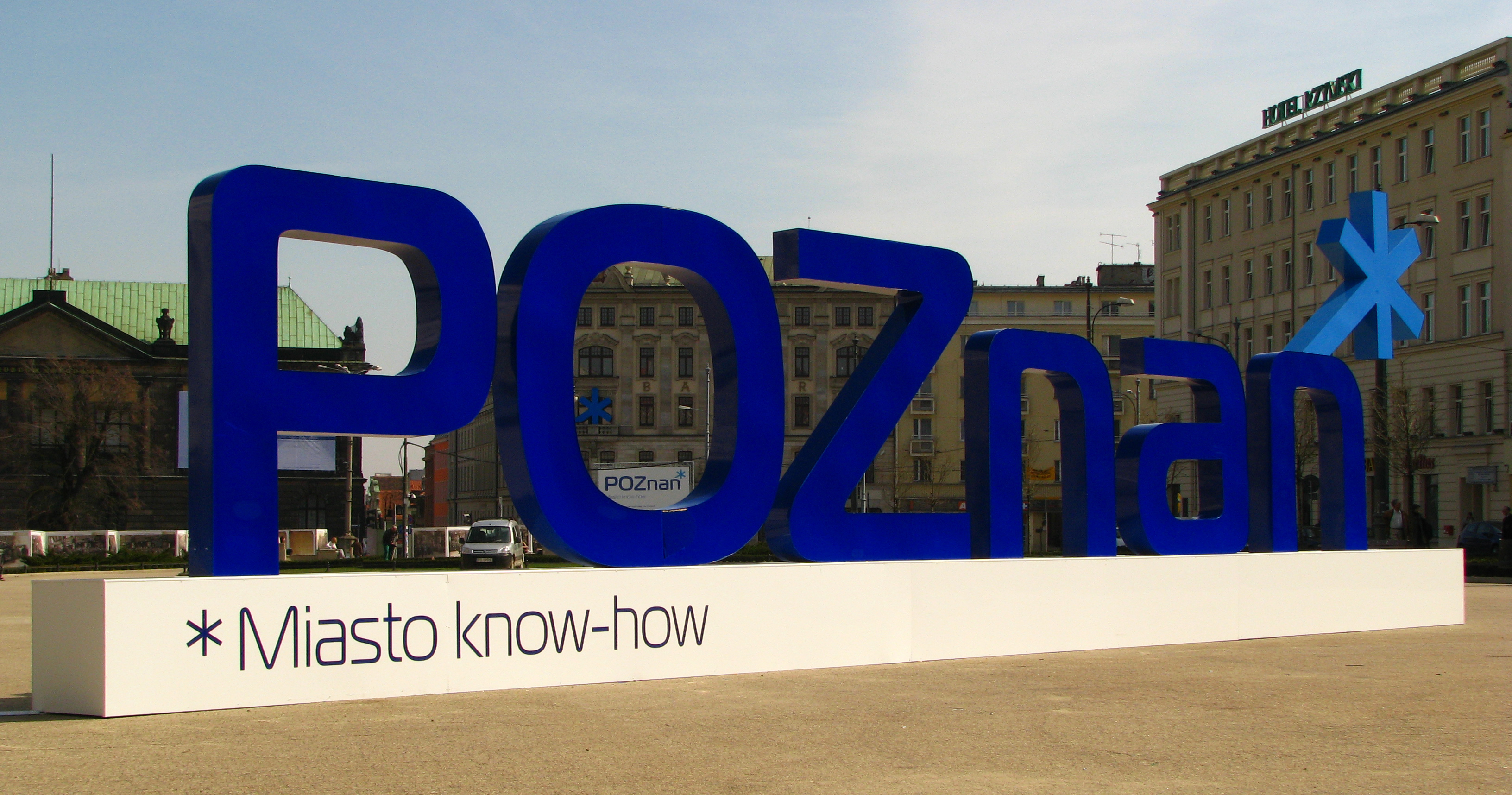
Logo Posnânia

Posnânia (em polonês/polaco: Poznań; em alemão: Posen) é uma cidade da Polônia, na voivodia da Grande Polônia. Estende-se por uma área de 261,91 km², com 535 802 habitantes, segundo os censos de 2019, com uma densidade de 2 046 hab/km².. Localiza-se às margens do rio Varta e foi o primeiro bispado da Polónia, em 968. A capital polaca de cerca de 940 a 1039 e de 1290 a 1296.
O crescimento constante de Posnânia, tentando se estabelecer como uma das cidades mais importantes do mundo, não foi despercebido. Em 2008, o World Cities Study Group and Network (GaWC) do Reino Unido, incluiu o nome da cidade em uma lista de cidades classificadas por sua economia, cultura, acontecimentos políticos e patrimônios históricos. A cidade foi classificada na mesma categoria de outras áreas metropolitanas do mundo de grande destaque, como Bordeaux, Libreville, Cebu e Bilbao.

## Gastronomia
Na doçaria local, destaca-se o rogal świętomarciński, um bolo dedicado a São Martinho, que constitui uma denominação de origem protegida, de acordo com as normas da União Europeia.

## Esporte
O clube mais famoso da cidade é Lech Poznań, fundado em 1922, sete vezes campeão polonês de futebol.

## Cidades irmãs
- São José dos Pinhais, Paraná, Brasil[7]
- Pasadena, Califórnia, Estados Unidos
- Bay City, Michigan, Estados Unidos

## Galeria

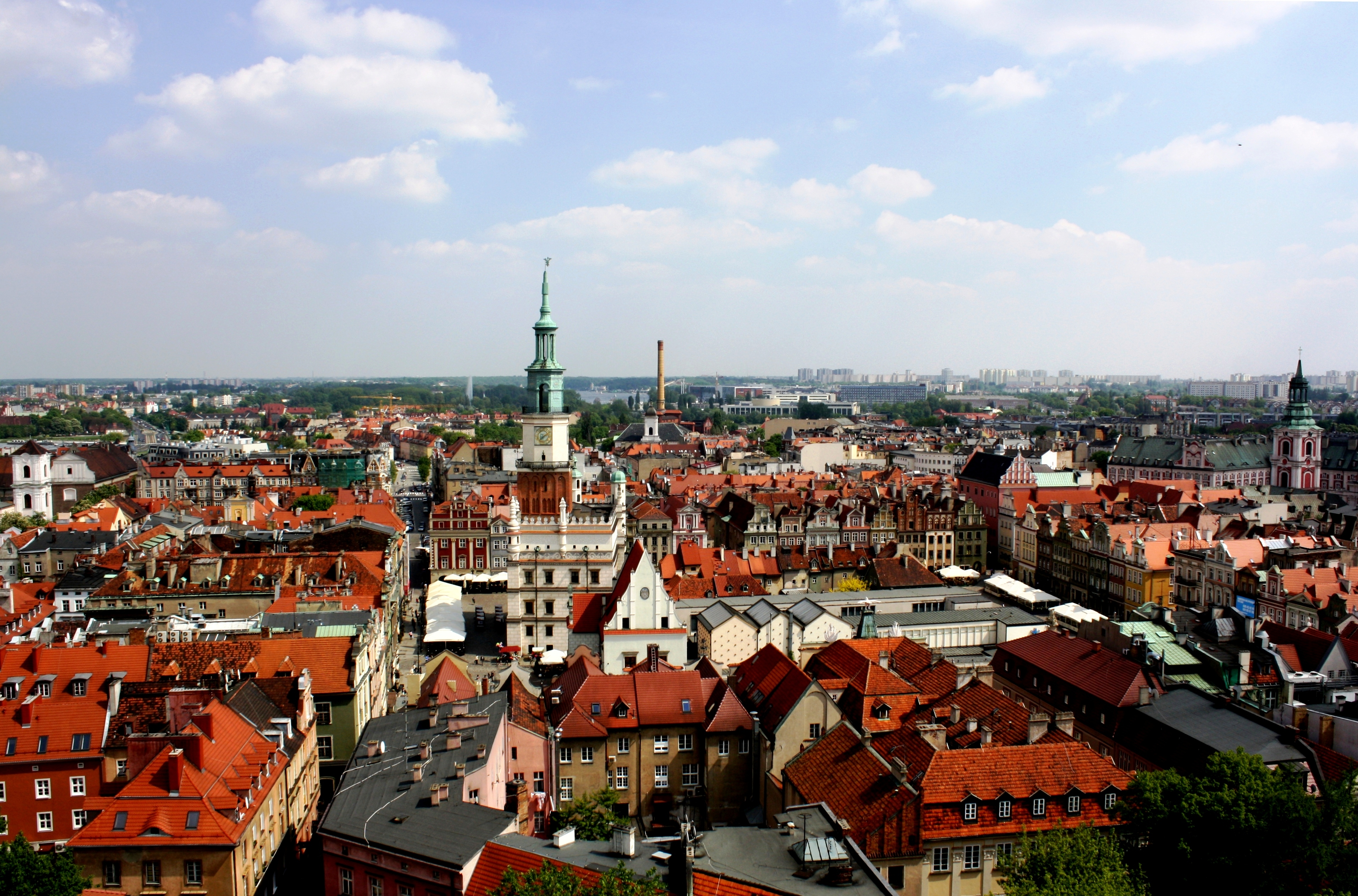
Centro Histórico
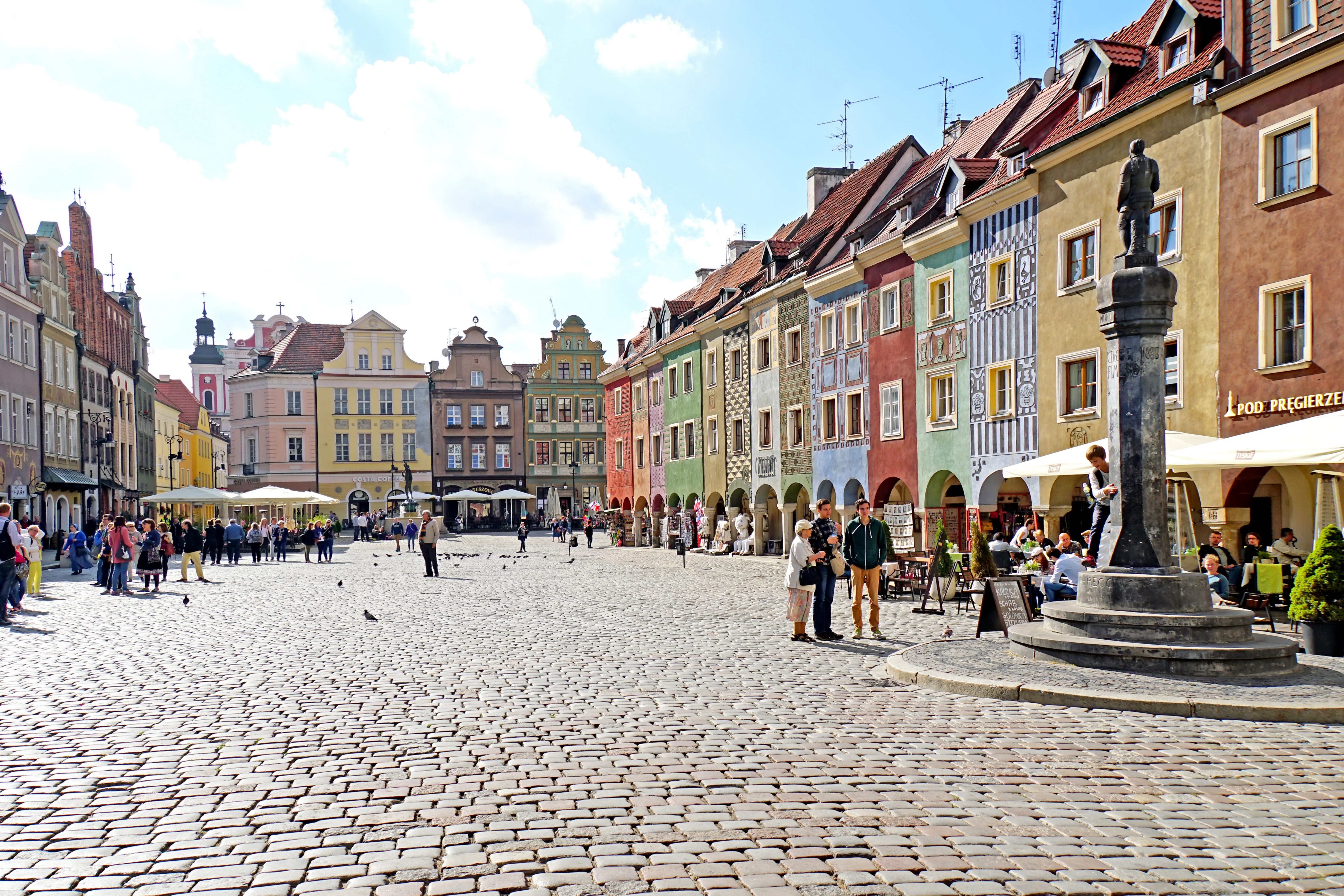
Centro Histórico
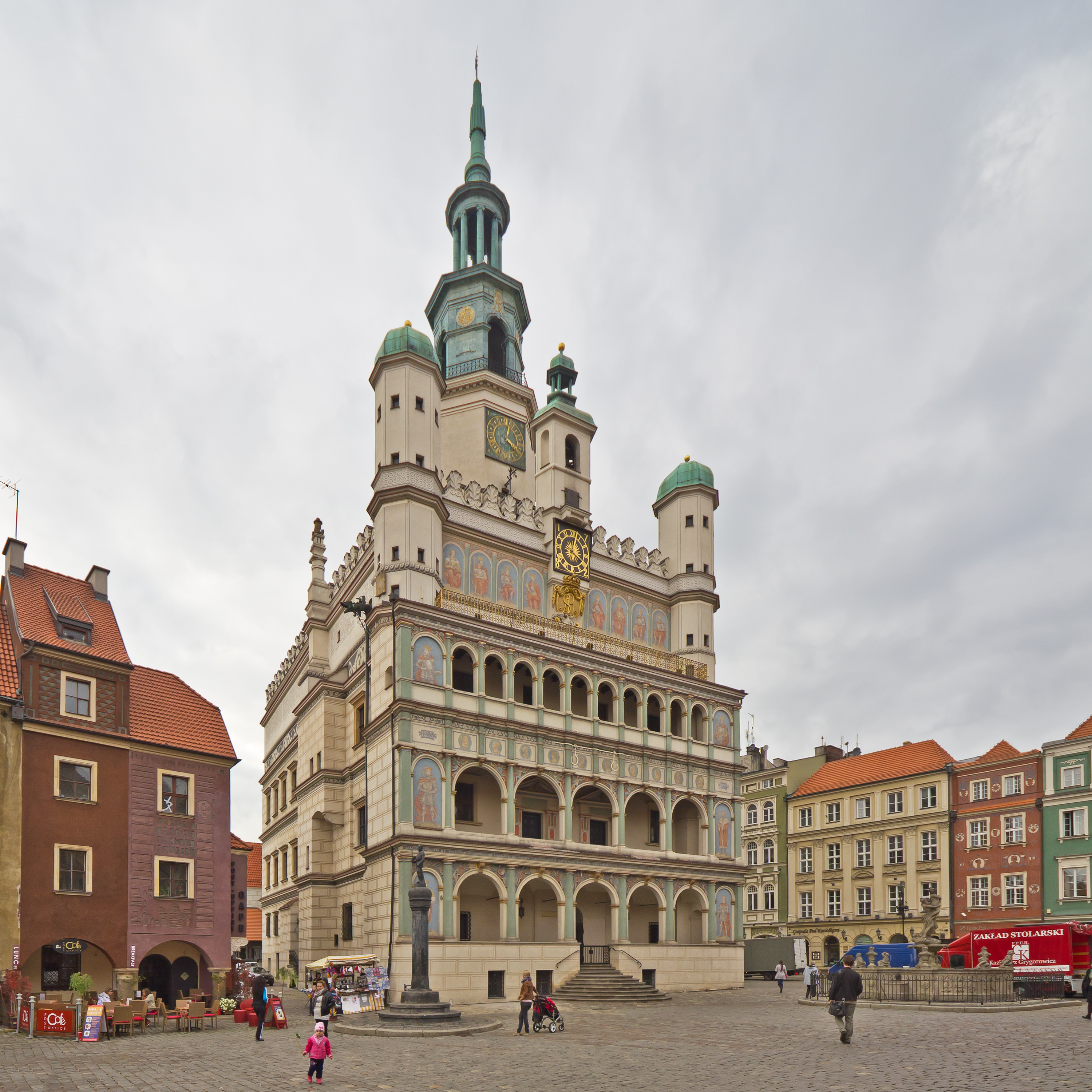
Câmara Municipal
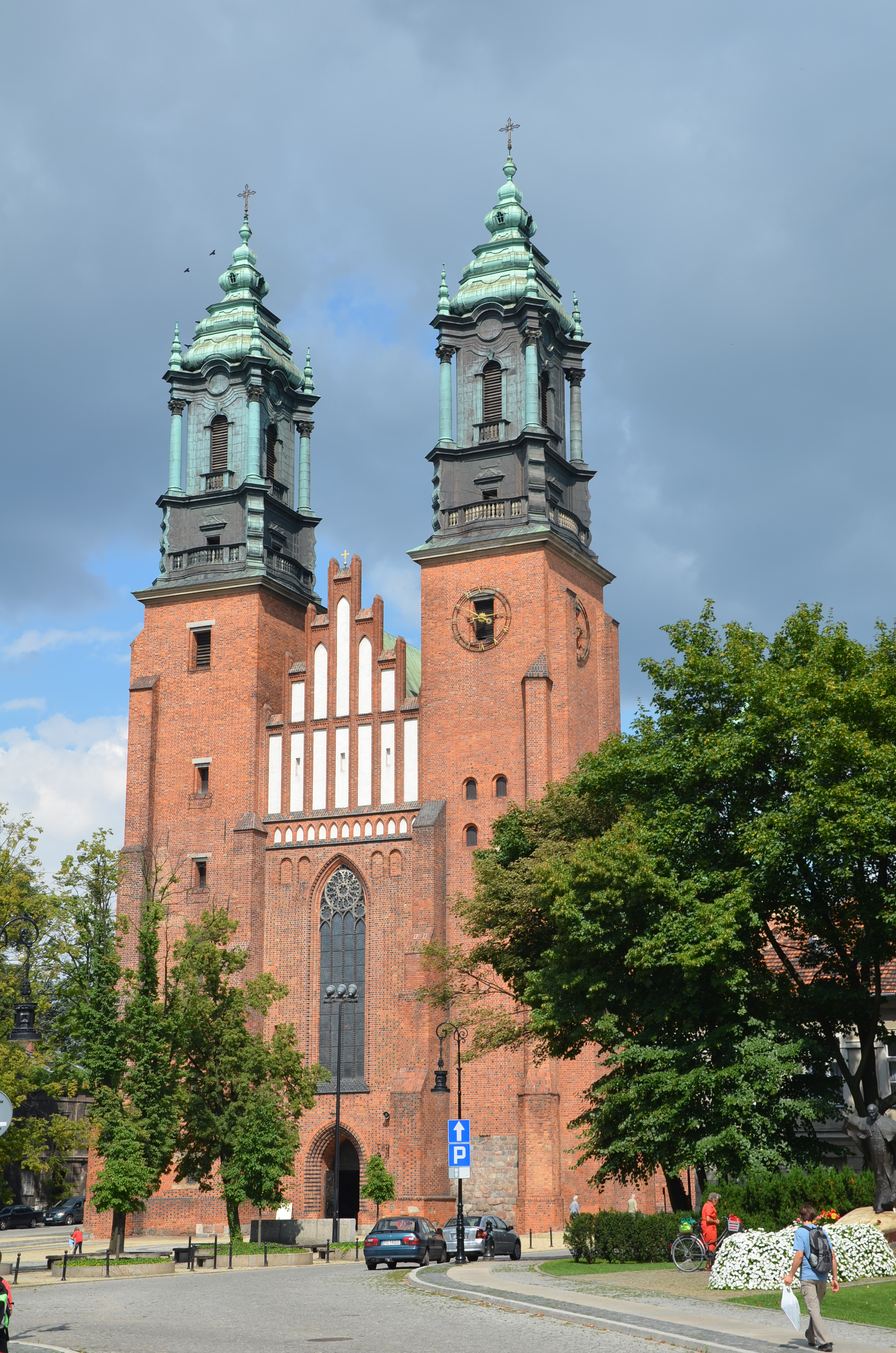
Catedral
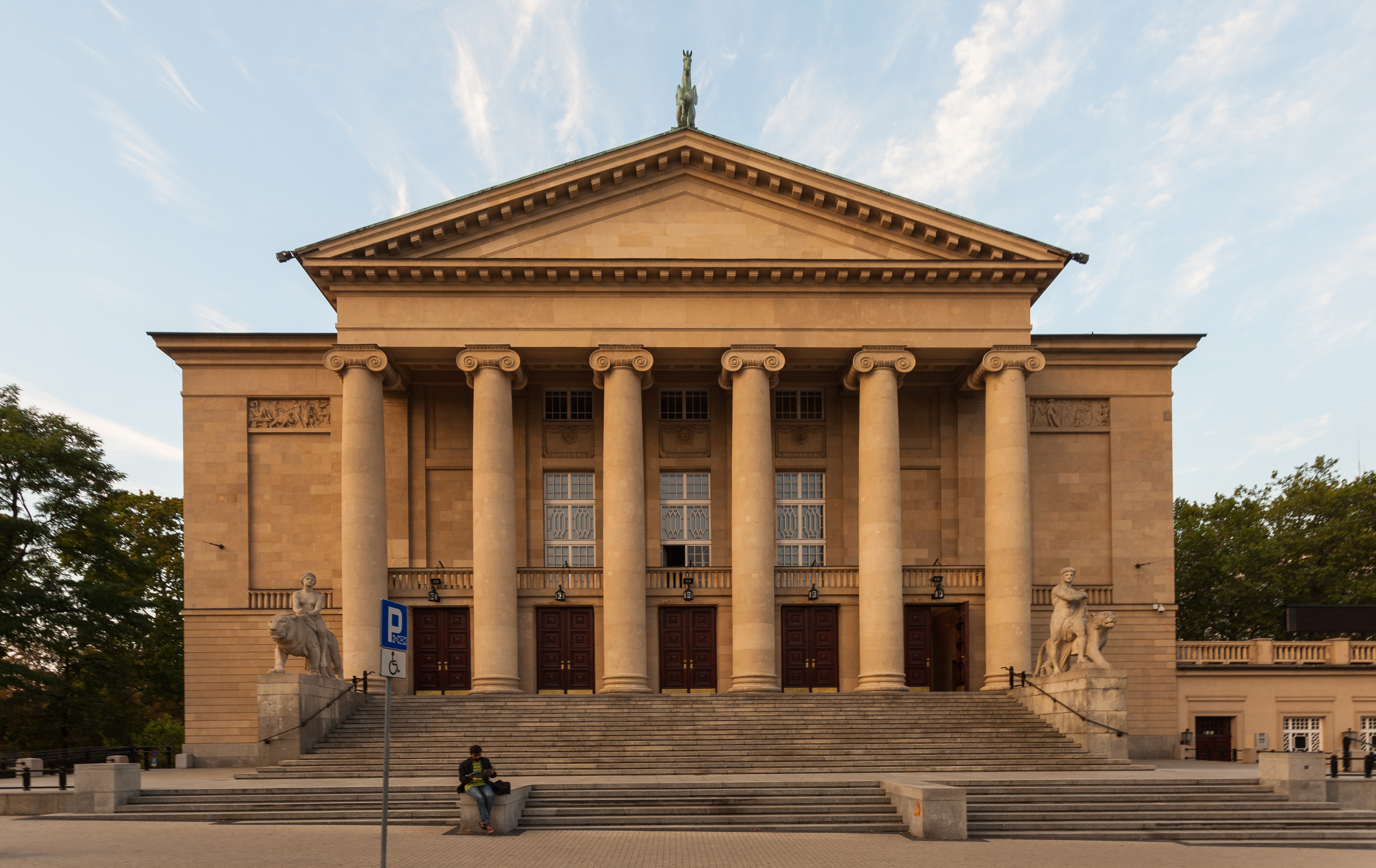
Grande Teatro
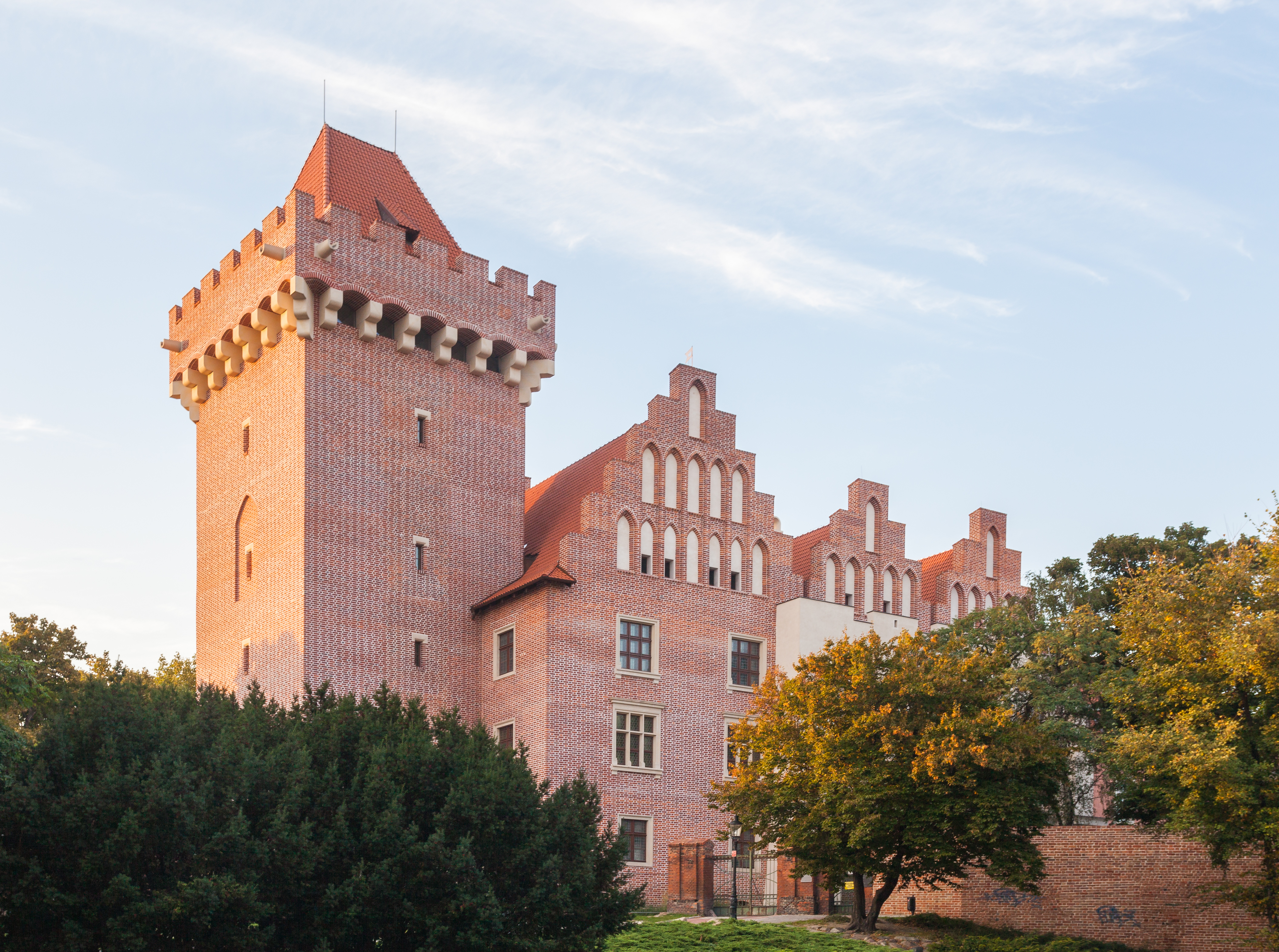
Castelo Real (Zamek Królewski)
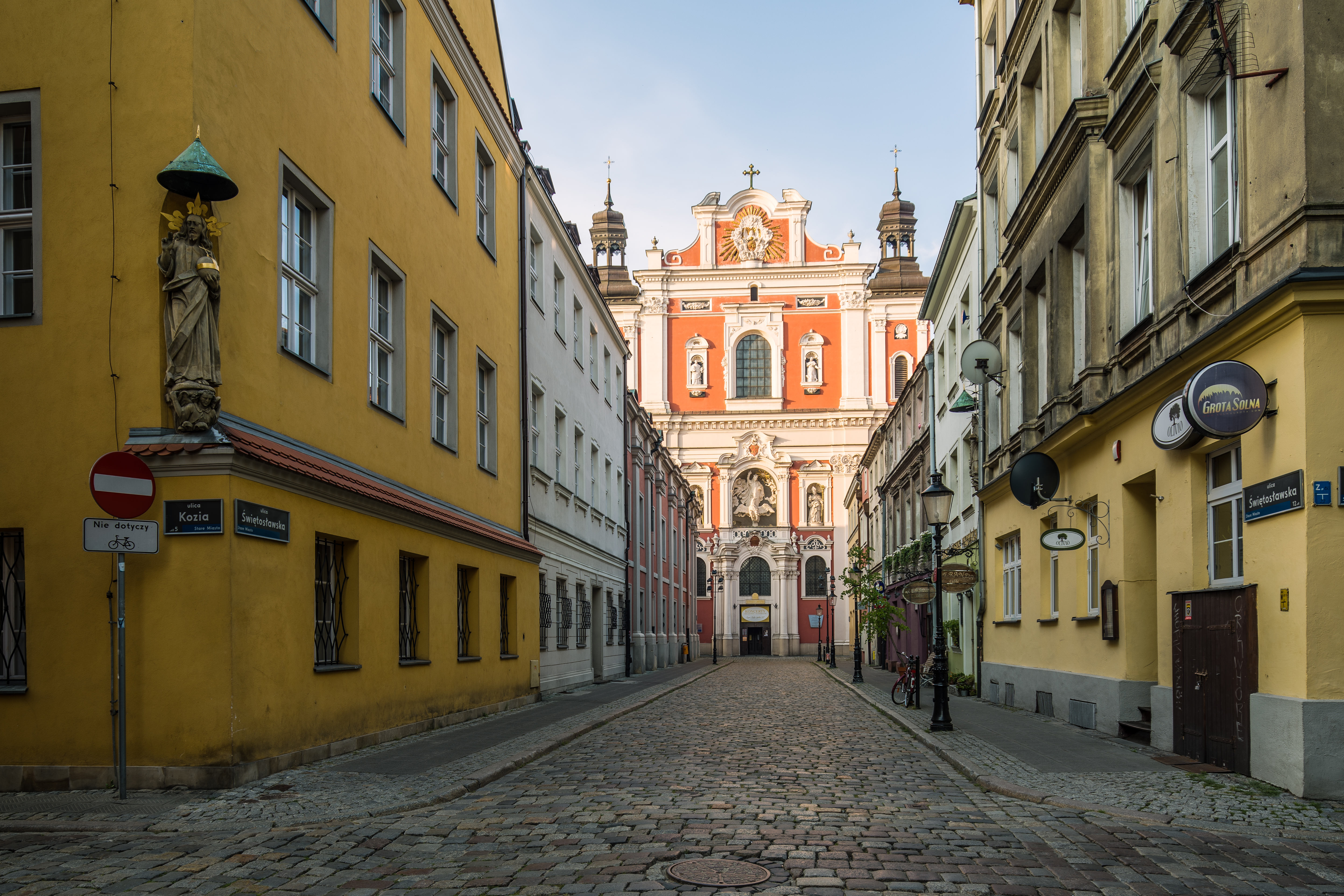
Rua Świętosławska e Igreja dos Jesuítas
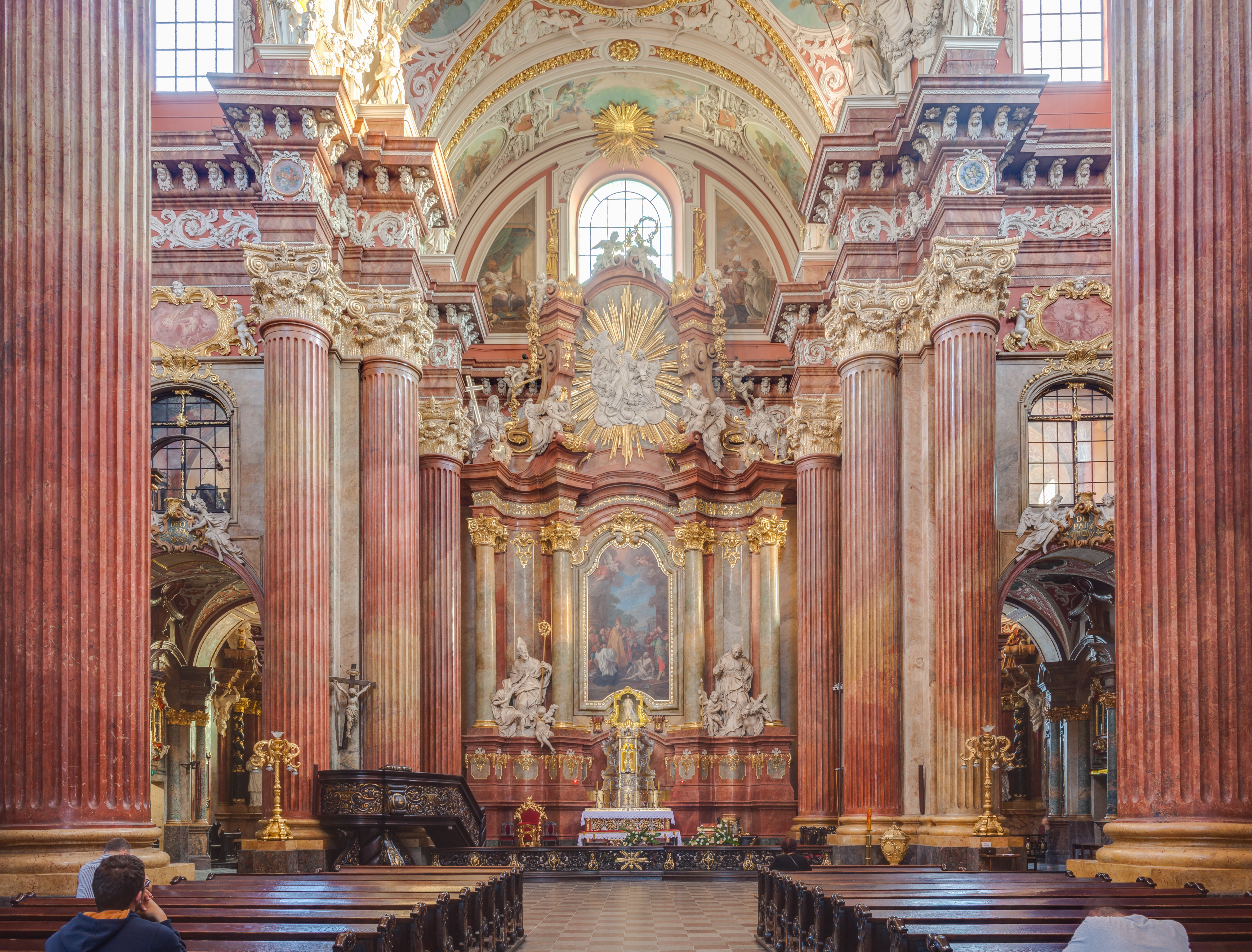
Interior da Igreja dos Jesuítas
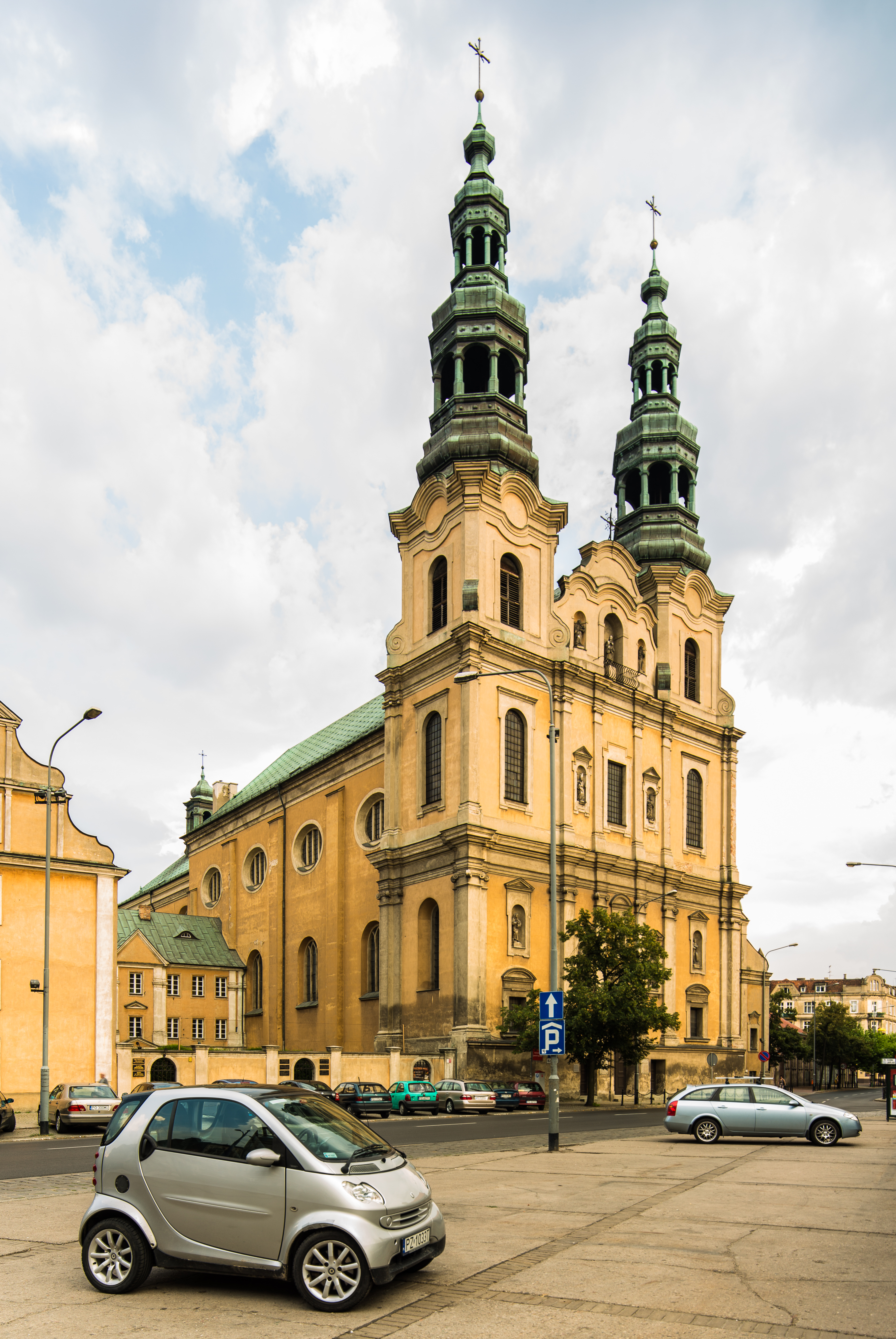
Igreja São Francisco
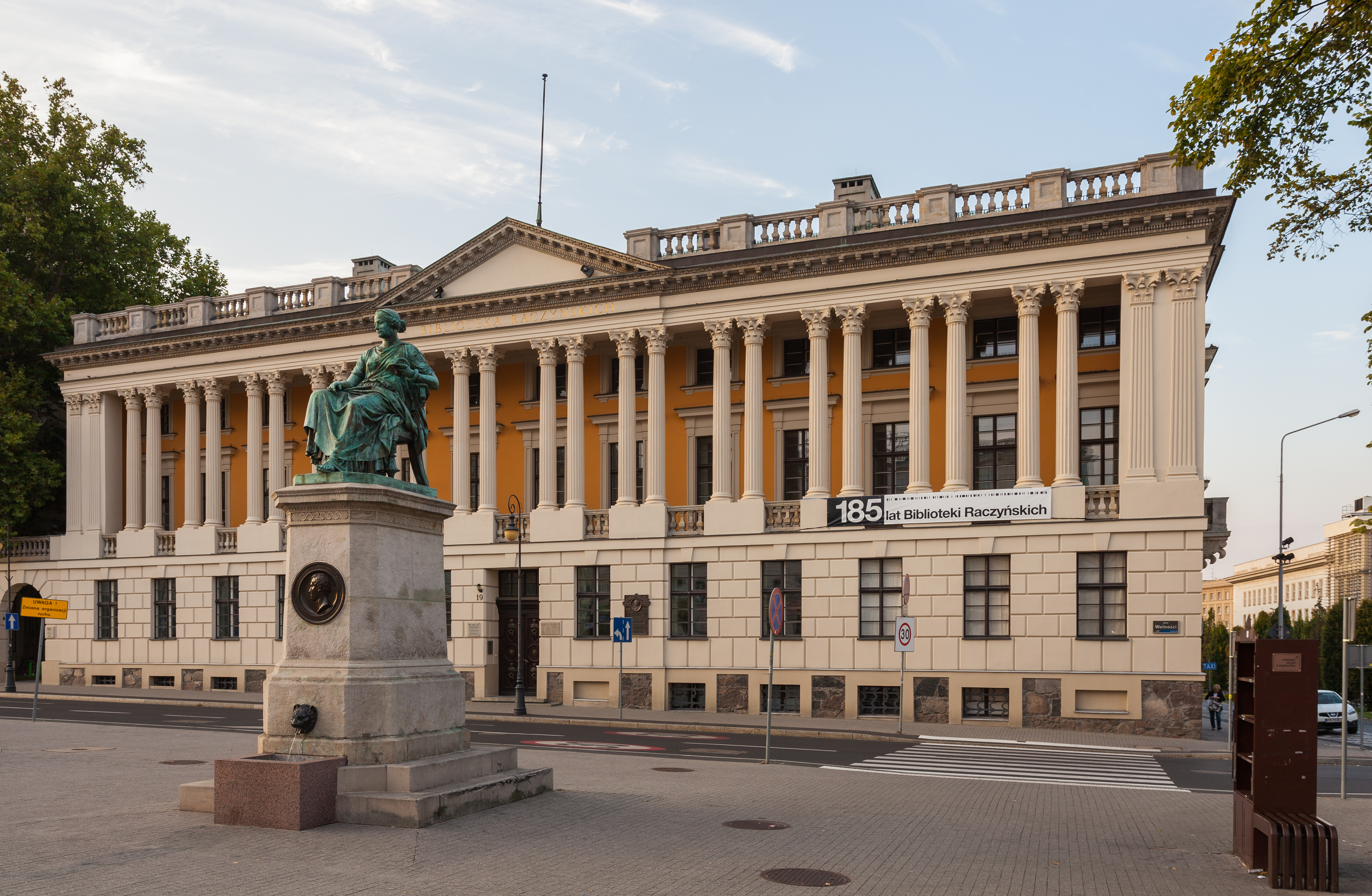
Biblioteca Raczyński, fundado em 1829
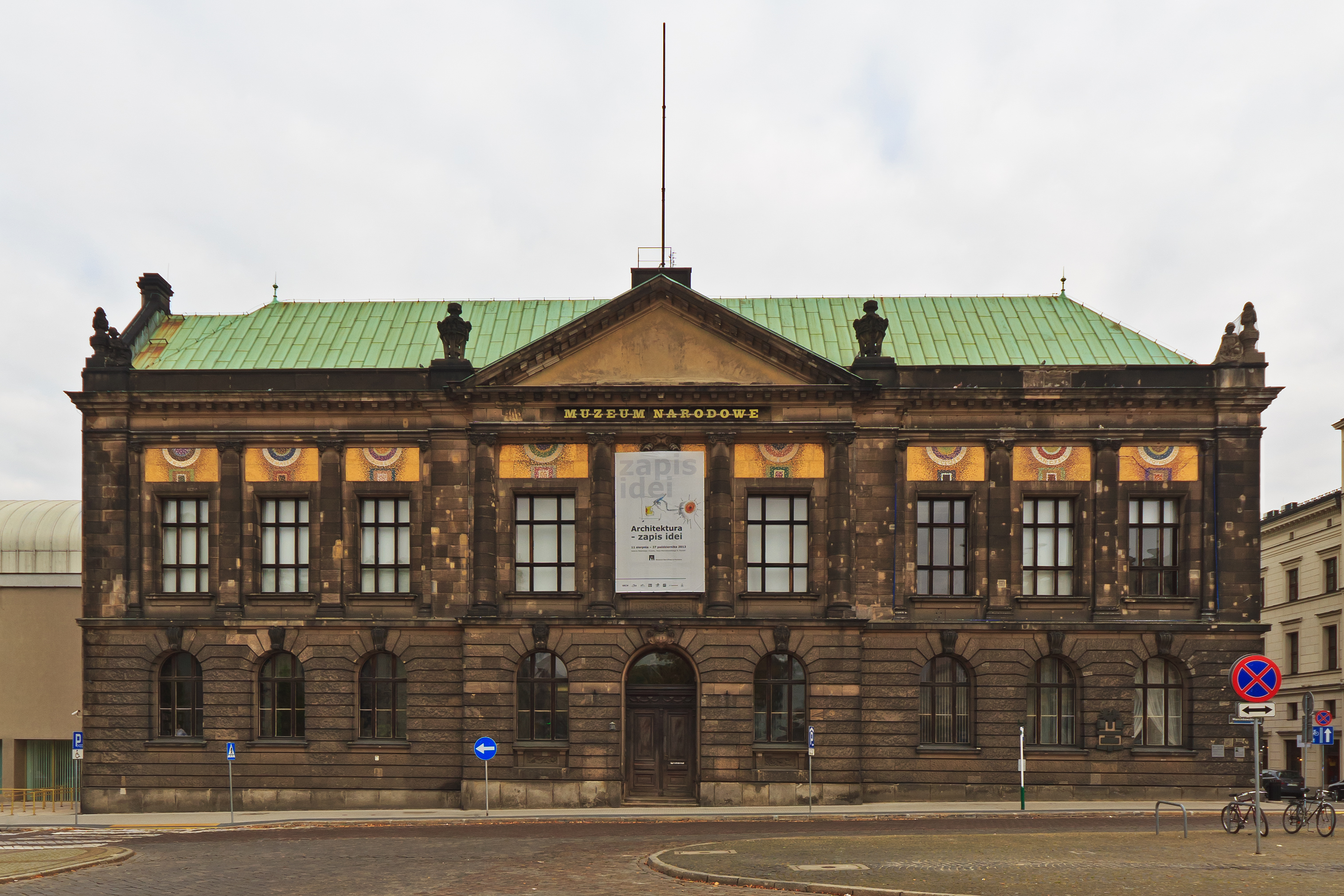
Museu Nacional
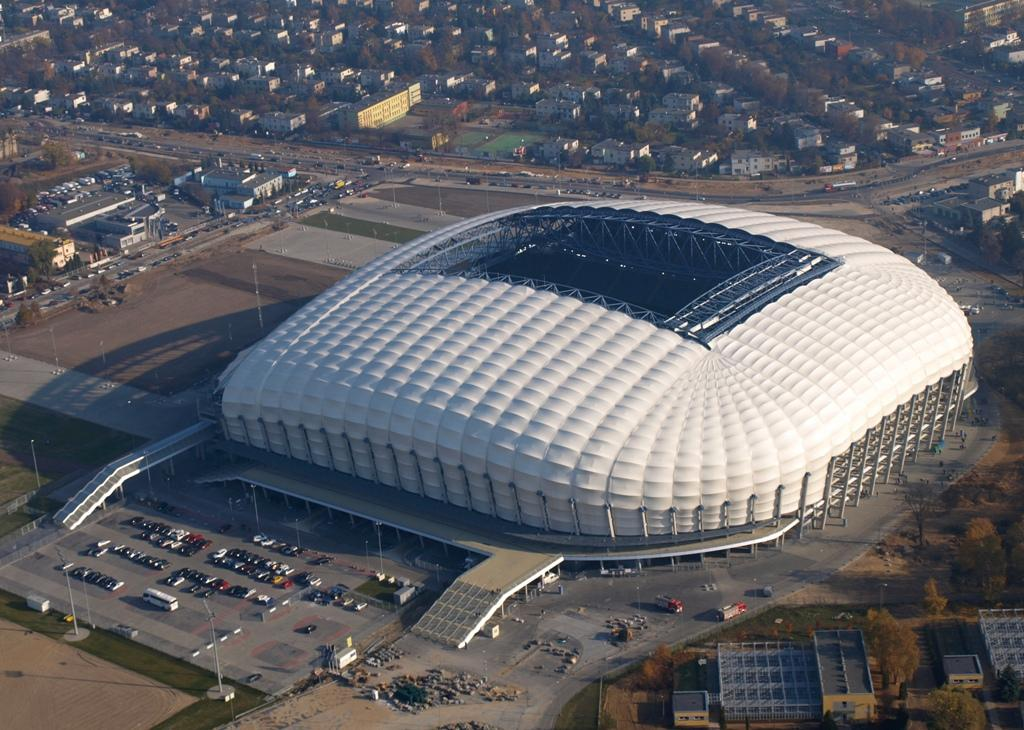
Estádio Municipal de Poznań